# Acide ursodésoxycholique
L’acide ursodésoxycholique (UDCA), également connu sous le nom d’ursodiol, est un acide biliaire, utilisé dans le traitement d'affections du foie et des voies biliaires. Cela comprend le traitement de la cholangite biliaire primitive et la prévention ou la décomposition des calculs biliaires. Il est pris par voie orale.
Les effets secondaires courants comprennent la diarrhée et des selles pâles. Les autres effets peuvent être des douleurs abdominales, des vomissements et une éruption cutanée. Après avoir été utilisé dans un petit nombre de grossesses, il semble relativement sûr. L’acide ursodésoxycholique est normalement présent chez les humains en petites quantités. Il agirait en partie en bloquant la libération et l’absorption du cholestérol1..
L’acide ursodésoxycholique a été approuvé pour un usage médical aux États-Unis en 1987. Il a été clairement identifié pour la première fois dans la bile d'ours en 1927, bien qu'il ait été utilisé pendant des siècles dans la médecine traditionnelle chinoise,. Il est disponible sous forme de médicament générique. Au Royaume-Uni, 100 comprimés de 500 mg coûtent au NHS environ 50 livres sterling à partir de 2021, alors que cette quantité coûte environ 180 dollars américains aux États-Unis,.
La forme conjuguée à la taurine de l'acide ursodésoxycholique, l'acide tauroursodésoxycholique (TUDCA) est souvent utilisée.